# Olive Senior
 (mai 2020).
Olive Senior, née le 23 décembre 1941 à Trelawny  en Jamaïque, est une écrivaine jamaïcaine vivant au Canada. Elle a écrit des romans de fiction et des livres de poésie. Elle a également écrit sur la culture de la Caraïbe.

## Biographie
Olive Senior, a grandi dans un milieu rural isolé. Elle a étudié à l'Université Carleton à Ottawa où elle a obtenu un diplôme en journalisme. Elle a également poursuivi des études en communication au Royaume-Uni.
L'écrivaine a quitté la Jamaïque en 1998, pour le Portugal , puis la Hollande et l'Écosse. En 1993, elle s'est installée au Canada. Actuellement, Olive Senoir partage son temps entre Toronto et Kingston. Elle a obtenu la nationalité canadienne.
Elle obtient le Commonwealth Writers' Prize (en) en 1987 pour Summer Lightning (Éclairs de chaleur).

## Carrière
Olive Senior a travaillé en tant que journaliste au journal jamaïcain Daily Gleaner en 1960. Elle a également travaillé à l'université des Indes occidentales en Jamaïque. À la suite de l'ouragan qui a frappé la Jamaïque en 1988, l'écrivaine a déménagé en Europe. Elle a travaillé au Portugal, aux Pays-Bas et au Royaume-Uni.
Durant la période de la pandémie de covid-19, l'écrivaine a consacré son temps à écrire des poèmes sur la pandémie, lesquels ont été publiés sur les réseaux sociaux[réf. nécessaire].

## Romans[4]
- The Pain Tree, Cormorant, 2015
- Dancing Lessons, Cormorant, 2011
- Arrival of the Snake- Woman and Others stories , 1989
- Summer Lightning and others stories, 1986
- Discerner of Hearts,1995

## Œuvres traduites en français
- Zigzag [« Discerner of hearts »], trad. de Christine Raguet, Carouge-Genève, Suisse, Éditions Zoé, coll. « Écrits d'ailleurs », 2010, 291 p.  (ISBN 978-2-88182-665-8)
- Éclairs de chaleur [« Summer Lightning »], trad. de Christine Raguet, Carouge-Genève, Suisse, Éditions Zoé, coll. « Écrits d'ailleurs », 2011, 212 p.  (ISBN 978-2-88182-692-4)
- Un Pipiri m’a dit [« A Little Bird Told Me »], trad. du collectif Passages (dir. Nicole Ollier), Bordeaux/Paris, France, Éditions Le Castor Astral, 2014, 256 p.  (ISBN 978-2-85920-990-2)